# Історія євреїв у Битолі
Історія євреїв у Битолі — хронологічний розвиток соціально-економічного, культурно-релігійного та інших аспектів життя єврейської громади у македонському місті Битола.

## До переселення сефардів
Македонія була фактично першою європейською країною, у якій існувала велика єврейська громада. За часів Александра Македонського та Римської імперії євреї, відомі як романіоти, переселялися до Македонії зі сходу.

## XVI—XVIII століття
Найбільша імміграція євреїв в Македонію відбулася за володарювання Османської імперії, коли після вигнання з Іспанії та Португалії в 1492 році велика їх кількість прибула до Балкан. Євреї-сефарди з Піренейського півострова в XV ст. в масовому порядку переселялися до Битоли, що тоді носив назву Манастир, та інших македонських міст. Піренейські євреї оселялися в окремому кварталі, говорили на мові ладіно, були носіями сефардського фольклору та традиційної юдейської культури. З'явилися синагоги, релігійні школи, релігійні суди і товариства взаємодопомоги.
Переселенці створили дві громади в Манастирі — «арагонську» та «португальську», які протягом сотень років, аж до Голокосту, відвідували окремі синагоги.
У XVI ст. в Манастирі було близько 200 єврейських сімей. Єврейська громада Манастира контактувала з іншими юдейськими осередками Османської імперії.
Наприкінці XVI ст. в Манастирі спалахнула пожежа, що знищила багато єврейських будинків та синагог. У результаті арагонська і португальська громади вирішили створити спільний фонд для відновлення однієї синагоги — у них не було достатньо грошей для відбудови обох. Часто під синагоги використовувалися й приватні будинки.
В XVI—XVII ст. більша частина єврейського населення Манастира була задіяна в галузі торгівлі та промислів. Вони займалися ткацтвом, виробництвом одягу, були ювелірами, збирачами податків, м'ясниками, грошовими кредиторами, виноградарями та продавцями. Сефардам-торговцям часто доводилося переїжджати з місця на місце, з країни до країни.

## XIX— початок XX століття

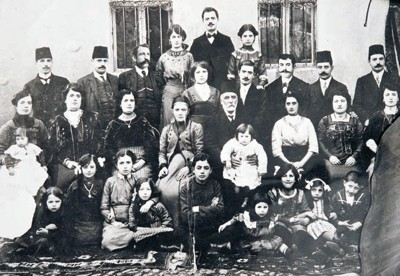
Сім'я Соломона Колономоса

У 1863 році вогонь знищив більшу частину єврейського кварталу міста. Громада звернулася до відомого британського благодійника сефардського походження Мозеса Монтефіоре за допомогою. Це звернення ознаменувало початок переорієнтації сефардської громади на європейську культуру та поступове впровадження світської освіти та цінностей у населення. Зміни відбулися в той час, коли нові транспортні зв'язки з Салоніками, де проживала одна з найблільших єврейських спільнот Балкан, розширили торгівлю та забезпечили економічне процвітання єврейській громаді Монастира.
У 1889 році з 31257 жителів міста, 5500 були євреями.
Під час Ілінденського повстання 1903 року тисячі монастирлі (як місцеві жителі називали сефардів Бітоли) емігрували до Північної та Південної Америки, Єрусалиму та сефардського мегаполісу Салоніки. Після закінчення Другої Балканської війни 1913 року Манастір (перейменований на Бітолу), опинився в зоні, контрольованій Сербією.

## Міжвоєнний період

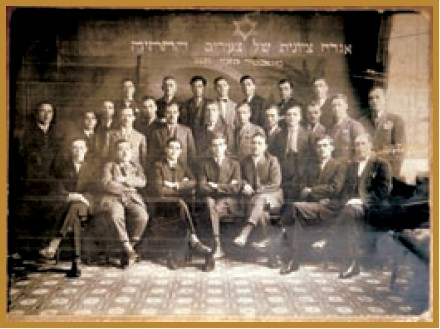
Сіоністська група з Бітоли, 1927 рік

На рубежі XX ст. єврейське населення Бітоли досягло 11 тисяч, але до 1914 року еміграція скоротила чисельність громади до 6 тисяч. Під час Першої світової війни понад 5 тисяч євреїв Бітоли стали біженцями. Коли війна закінчилася, громада нараховувала трохи більше 3000. Бітола стала частиною Королівства СХС.
Після першої світової війни Іцхак Елісафан, відомий вчитель і кантор у Бітолі, створив Ломдей Тору, навчальний заклад для молоді. Ломдей Тора у місті показувала спектаклі на івриті. Учні Елісафана влаштовували паради на вулицях Бітоли, під час яких одягалися в традиційний одяг та співали єврейські пісні.
В 1920-х і 1930-х роках серед місцевих євреїв поширилися сіоністські настрої. У ці роки біля 500 бітольських сефардів емігрували до Палестини.
У період інтербеллуму євреї Битоли жили вздовж річки Драгор у кварталі без якихось зовнішніх огороджень. Квартал був поділений на райони La Bustanico, La Tavana, La Bomba, Los Corttijos, Ciftlik та ін. Майже над кожними дверима помешкань була напис на івриті, який зазначав рік зведення будинку за єврейським літочисленням.
Рівень освіти більшості євреїв був низьким. Лише кілька сімей могли дозволити собі відправити своїх дітей до середньої школи. У віці 10 років більшість дітей залишали навчання задля матеріальної підтримки своїх сімей: хлопчиків як учнів віддавали до майстрів, а дівчаток залучали до традиційних «жіночих занять».
До 1941 року у місті діяли благодійні єврейські організації та фонди.

## Трагедія євреїв Бітоли

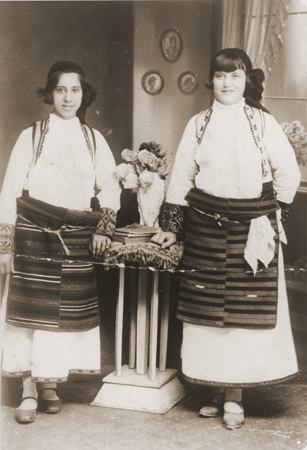
Єврейські дівчата з Бітоли в традиційних македонських костюмах, 1937 рік

Напередодні окупації в Бітолі проживало 810 єврейських сімей — 3351 особа.
В 1941—1944 роках Македонія перебувала під владою болгарських загарбників.
4 жовтня 1941 року окупаційна влада заборонила євреям Македонії займатися виробництвом чи торгівлею. Всі існуючі єврейські підприємства мали три місяці, щоб передати право власності неєвреям або продати свої активи. Наприкінці 1941 року євреїв змусили переселитися до гетто.
2 липня 1942 року уряд Болгарії поставив вимогу, щоб усі єврейські господарства віддавали 20 % всіх активів, включаючи майно, меблі, готівку та предмети домашнього вжитку. Було створено комітети для оцінки вартості майна євреїв. Майно тих, хто не мав грошей на сплату податку, продавалося на аукціоні.
11 березня 1943 року у Бітолі, Скоп'є та Штипі кілька сотень поліцейських і солдатів зібралися в міських поліцейських дільницях о 2-й годині ранку, щоб отримати вказівки щодо вивезення євреїв та їхніх речей. У Бітолі болгарські військові встановили блокаду міста, щоб запобігти втечам.
У період з 5 до 6 години болгарськими окупантами було здійснено рейд по гетто з метою оповіщення про висилку євреїв. Практично все єврейське населення міста було завантажене до товарних вагонів. Багатьох жінок та дівчат було зґвалтовано.
З 3276 депортованих євреїв Бітоли тільки п'ятьом вдалося втекти. Крім того, болгари звільнили трьох євреїв. Кілька євреїв втекли до Греції до 11 березня в надії на порятунок, але майже всі вони згодом загинули в Освенцімі. Кілька десятків молодих єврейських чоловіків і жінок з Бітоли приєдналися до партизанів і воювали в різних підрозділах; деякі з них були вбиті в бою. Переважна ж більшість цих людей була закатована в Треблінці.
Сьогодні в місті проживає лише один єврей.